# Elsie Ames
Elsie Ames (* 18. Mai 1902 als Elsie Lehman in New Jersey; † 3. Mai 1983 in Northridge (Los Angeles)) war eine US-amerikanische Komikerin, Tänzerin und Filmschauspielerin. Zwischen 1937 und 1974 trat sie in 15 Filmen auf. Am bekanntesten ist sie als weibliche Filmpartnerin von Buster Keaton.

## Karriere
Ames war zusammen mit ihrem 1924 geehelichten Mann Nick Casa Teil des Vaudeville-Duos „Ames and Arno“, das ein sogenanntes „Slapstick Adagio“ aufführte, eine Mischung aus langsamen, eleganten Bewegungen und humorvollen, oft tollpatschigen oder absurden Elementen. Ihr Auftritt war ein solider, typischer „Vaudeville-Act“, wie die Zeitschrift Variety 1938 berichtete: „Elsie Ames und Nick Arno nutzen jede Sekunde ihrer Slapstick-Routine für Lacher. Nichts scheint dem Zufall überlassen. Außerdem nehmen sie eine der besten Nummern aus dem Stück für eine [umwerfende] Zugabe.“ (orig.: Also, a mid-center walloper is the encore). Ames and Arno zeigten ihre Stücke auch im Bing-Crosby-Musical Double or Nothing von 1937.
Elsie Ames’ Bereitschaft, in ihren komödiantischen Darbietungen Stürze und körperliche Strapazen auf sich zu nehmen, machte sie zur natürlichen Kandidatin für Kurzfilme von Columbia Pictures. Produzent Jules White hatte zahlreiche männliche Slapstick-Komiker unter Vertrag, aber keine weiblichen Komikerinnen, die den hohen physischen Anforderungen dieser Filme standhalten konnten (Stuntdoubles wurden seinerzeit kaum eingesetzt). 1940 engagierte White die junge Ames, die etwas über 1,52 Meter groß war, als Partnerin für den 15 cm größeren Buster Keaton. Sie spielte in fünf der zehn Columbia-Kurzfilme mit Keaton und erhielt eine prominente Nennung im Vorspann. Nach dem letzten Film der Serie, She’s Oil Mine, ließ Keaton seinen Columbia-Vertrag auslaufen, wodurch Ames ohne weiteres Engagement blieb. White versuchte, ihre Karriere bei Columbia weiterzuführen, indem er sie mit Harry Langdon in zwei Kurzfilmen und anschließend mit El Brendel in einem letzten Kurzfilm zusammenbrachte.

## Lebensende
1942 verließ sie die Columbia. Sie drehte noch zwei weitere Filme, beide mit Nick „Arno“ Casa, in denen sie ihre Tanz-Nummern aufführte. 1958 starb ihr Mann Nick. Im Alter von 79 Jahren starb Ames 1983 in Los Angeles. Sie wählte die Feuerbestattung.

## Weiteres
Elsie Ames’ Tochter, Elizabeth Deering, arbeitete ebenfalls als Schauspielerin und trat oft in Nebenrollen auf, vornehmlich in Filmen ihres Mannes Seymour Cassel. In zweien dieser Filme wirkte auch Ames selbst mit, so 1971 in Minnie and Moskowitz und in Eine Frau unter Einfluß aus dem Jahr 1974.

## Filmografie
- Double or Nothing (1937)|Double or Nothing (1937)
- His Ex Marks the Spot (1940)[4]
- The Spook Speaks (1940)[5]
- The Taming of the Snood (1940)
- General Nuisance (1941)[6]
- She’s Oil Mine (1941)
- Rhythm Inn (1951)
- Houdini (1953)
- Minnie and Moskowitz (1971) als Florence[7]
- Eine Frau unter Einfluß (1974) als Schulleiterin